# Bithiah
Cet article possède un paronyme, voir Bithia.
Bithiah, en hébreu Batya (בִּתְיָה, littéralement Fille de Dieu) ou Batparoh (בַּת־פַּרְעֹה, littéralement Fille du Pharaon), est le nom donné à un personnage de l'Exode dans le Midrash rabbinique. Dans le texte original, la fille du Pharaon, qui sauve Moïse sur le fleuve et en devient la mère adoptive, n'est pas nommée.

## Dans la Bible et le Midrash
Dans la Bible, elle est décrite comme la fille de Pharaon, mais n'est pas directement nommée. Le Midrash la nomme Bithiah, littéralement Fille de Dieu grâce à la compassion et la pitié dont elle a fait preuve lors du sauvetage de Moïse. Dans le Midrash (Leviticus Rabbah 1:3), Dieu lui dit que, parce qu'elle a accueilli un enfant qui n'était pas le sien et l'a appelé mon fils (Moïse peut signifier Fils en égyptien), Dieu l'accueillera et l'appellera Fille de Dieu (ce que signifie Bithiah). Le Midrash la décrit comme une femme pieuse et dévouée, qui se baigne dans le Nil afin de se purifier des impuretés de l'Égypte idolâtre. Elle est mentionnée dans les Livres des Chroniques, comme la femme de Mered de la tribu de Juda, qui, dans le Midrash, est identifié sous le nom de Caleb, l'un des douze explorateurs envoyés par Moïse pour reconnaître le pays de Canaan. Le Midrash (Exodus Rabbah 18:3) rapporte également qu'elle ne fut pas affectée par les dix plaies d'Égypte et fut la seule femme aînée d'Égypte à survivre à la dixième plaie (la mort du premier-né).

## Dans la tradition islamique
Dans le Hadith, Bithiah est connue sous le nom de Âssiya, l'une des quatre « femmes accomplies », avec Fatima, Maryam (la Vierge Marie) et Khadija. Elle est désignée dans le Coran, sans que son nom ne soit cité, comme la femme de Fir`awn (Pharaon de l'Exode) dans le verset 11 de la sourate at-Tahrîm :

« et Allâh a cité en parabole pour ceux qui croient, la femme de Pharaon, quand elle dit : « Seigneur, construis-moi auprès de Toi une maison dans le Paradis, et sauve-moi de Pharaon et de son œuvre; et sauve-moi des gens injustes ». »

— Le Coran 66:11 - At-Tahrîm (L'interdiction)

## Au cinéma
Bithiah est souvent présentée comme la fille ou la femme de Pharaon dans les adaptations du texte biblique, de manière à faire de Moïse le fils de Pharaon. Dans le film Les Dix Commandements, elle est présentée comme la fille de Ramsès Ier et la sœur de Séthi Ier, qui a élevé Moïse comme son propre fils après que son mari fut décédé avant de lui donner un enfant. Lors de l'Exode, elle rejoint Moïse. Dans le film Le Prince d'Égypte, elle est décrite comme la femme de Séthi Ier et la mère de Ramsès II.
Dans le film de 1956, elle est montrée comme une femme héroïque et pleine de compassion, liant son sort à celui du Peuple d'Israël et le rejoignant lors de l'Exode. Elle prit part au tout premier Séder. Lors de l'Exode, elle abandonne volontiers sa place dans sa riche litière au profit des Israélites les plus faibles. Lorsque les chars égyptiens attaquent, elle essaye de s'interposer entre l'armée et la foule. Son futur époux, Mered la dissuade dans cette noble mais suicidaire tâche. Lorsque l'armée égyptienne est engloutie par les eaux de la Mer Rouge, le film préfère montrer sa tristesse et son attitude de deuil plutôt que les danses et les chants, emmenés par Myriam, comme décrits dans le livre de l'Exode. Mered la réconforte dans son chagrin.

## Sources
- (en) Cet article est partiellement ou en totalité issu de l’article de Wikipédia en anglais intitulé « Bithiah » (voir la liste des auteurs).
- Encyclopaedia Judaica, Jérusalem, Israël, Keter Publishing House, 1972
- (en) Jewish Encyclopedia.com